# John Trevor Godfrey
Pour les articles homonymes, voir Godfrey.
John Trevor Godfrey, né le 28 mars 1922 à Woonsocket et mort le 12 juin 1958 à Freeport, est un major américain et pilote de chasse du 336th Fighter Squadron, 4th Fighter Group, 8th Air Force durant la Seconde Guerre mondiale.
Il a remporté 18 victoires aériennes contre la Luftwaffe avant d'être accidentellement abattu par son ailier et capturé par les Allemands le 24 août 1944. Godfrey était l'ami et l'ailier de Dominic Salvatore Gentile.
Il est récipiendaire de deux Silver Star, plusieurs Distinguished Flying Cross et plusieurs Air Medal.
Il est mort d'une sclérose latérale amyotrophique et fut enterré au Maple Root Cemetery.